# Matra R.550 Magic
El R.550 Magic es un misil aire-aire de corto alcance diseñado en 1968 por la compañía francesa Matra para competir con el AIM-9 Sidewinder estadounidense. El 11 de enero de 1972, un Gloster Meteor para pruebas en vuelo disparó un R.550 Magic y derribó un blanco Nord CT20 (vehículo aéreo no tripulado). Comenzó a ser producido en masa a partir de 1976 y fue adoptado por el Ejército del Aire francés y por la Marina Nacional Francesa. 
Una versión actualizada, el Magic 2, reemplazó el modelo original en 1986 pero actualmente ya se encuentra obsoleto[cita requerida] y está siendo reemplazado gradualmente por la versión guiada por infrarrojos del MBDA MICA. Se produjeron 11 300 ejemplares del Magic 2 y fue exportado a varios países; entre los que destacan Irak y Grecia, países que lo utilizaron en combate real.

## Historia
Desarrollado para competir con el misil aire-aire AIM-9 Sidewinder de 1968, el Magic se disparó por primera vez, el 11 de enero de 1972 de un Gloster Meteor del Centre d'essais en vol (CEV) hacia un Nord CT.20 (avión no tripulado).
Fue producido en serie a partir de 1976 y adoptado por la Fuerza Aérea francesa para los cazas e interceptores Mirage III, Mirage F1 y Mirage-2000, también se le fue adaptado al nuevo caza Dassault Rafale.
Dentro de la Aeronáutica Naval de la Armada francesa, el Magic está montado en el F-8 Crusader, Super Etendard y en el Rafale. En el F-8, el R550 se transporta en un solo carro en cada lado del fuselaje. La carga doble del mástil se prevé en 1983, pero el sistema se abandona.
Exportado a varios países, las primeras peleas en la que participó el Magic R550 tuvieron lugar durante la guerra de la frontera de Sudáfrica en Angola, por la Fuerza Aérea de Sudáfrica en 81/82. Fue utilizado también durante la Guerra de las Malvinas por los Mirage IIIEA argentino. El Mirage F-1EQ y el MiG-21MF/BIS iraquí pueden ser algunas de las victorias durante la guerra Irán-Irak.
El Magic I fue reemplazado en 1986 por un derivado mejorado, el Matra R550 Magic II, con un buscador más eficaz y un motor 10 % más poderoso.

## Descripción
El Magic I tiene 8 aletas fijas y 4 aletas móviles. Tiene un motor de combustible sólido y puede atacar al objetivo de la aeronave que se dispara con su sistema de homo infrarrojo pasivo.
El Magic II reemplazó al AD3601 que buscaba la cabeza por el AD3633, el disparo frontal sobre el objetivo (el Magic 1 solo podía disparar desde la parte trasera sobre el objetivo). El Magic 1 tiene una cúpula transparente en su nariz, mientras que el Magic 2 es opaco.

## Despliegue en combate

#### Argentina
La Fuerza Aérea Argentina recibió misiles Magic 1 para sus cazas Mirage IIIEA, estos fueron usados durante la Guerra de las Malvinas de 1982, sin llegar a realizar un solo derribo.
La Armada Argentina recibió Magic 1 para sus cazas Super Etendard después de la Guerra de las Malvinas de 1982.

#### Sudáfrica
La Fuerza Aérea Sudafricana (SAAF, por sus siglas en inglés) recibió varios misiles R.550 antes de que entrara en vigencia un embargo internacional generalizado de armas en 1977. Los aviones de la SAAF, los Mirage-IIICZ y Mirage F1AZ transportaron el misil R.550. los cazas Mirage F1 sudafricanos dispararón varios misiles R550 de primera generación en combate en Angola contra los adversarios angoleños, que utilizaban aviones soviéticos MiG-21MF/BIS y MiG-23ML en varias ocasiones. En todos los casos menos en uno, los misiles no dañaron ni se destruyeron los MiG. En un enfrentamiento entre un Mirage F-1CZ y MiG-21MF en octubre de 1982, dos R.550 fueron disparados por el comandante de la SAAF, y uno de ellos dañó un MiG-21 de la FAPLA. El límite de rendimiento limitado de la R.550 de la generación anterior llevó a Sudáfrica a comenzar a desarrollar un AAM indígena llamado V-3 Kukri.

#### Grecia
Una versión mejorada, el "Magic 2", reemplazó el modelo original en 1986. Se produjeron 11,300 Magic 2; Se exportó, especialmente en Irak y Grecia, ambos utilizaron estos misiles en sus aviones Mirage F-1, y en caso de Grecia, después con el Mirage-2000 que se utilizó en combate.
El 8 de octubre de 1996, 7 meses después de la escalada sobre Imia/Kardak, un Mirage-2000 griego disparó a R550 Magic II y derribó un F-16D turco sobre el Mar Egeo. El piloto turco murió, mientras que el copiloto fue expulsado y fue rescatado por las fuerzas griegas. En agosto de 2012, tras el derribo de un RF-4E turco en la costa siria, en una pregunta parlamentaria, el ministro de Defensa turco İsmet Yılmaz confirmó que el F-16D turco Block 40 (s/n 91- 0023) de 192 Filo fue derribado por un Mirage 2000 con un R.550 Magic II el 8 de octubre de 1996 después de violar el espacio aéreo griego cerca de la isla de Quios.

#### Ecuador
La Fuerza Aérea Ecuatoriana recibió los misiles "Magic 1" para sus cazas Mirage F-1JA en 1979, durante el Conflicto del Falso Paquisha de 1981, se usaron como arma principal en los cazas F-1JA, durante un enfrentamiento contra aviones de la Fuerza Aérea del Perú, dos cazas Mirage F-1 interceptaron a una pareja de Sukhoi Su-22M peruanos que tenían la misión de bombardear las posiciones ecuatorianas, los ecuatorianos descendieron de forma inmediata a gran velocidad, hasta ponerse en la cola de los Su-22, uno de los F1 disparó un misil Magic Mk.1 ,sin embargo con un ángulo descendente pronunciado y con buscador del misil al límite de su alcance(unos 8 km), el misil no logra alcanzar el blanco y termina por autodestruirse, tras esto los aeronaves enemigas se retiran con el posquemador a tope, los F1 intentan perseguirlos, pero al llegar al límite de la frontera los F1 terminan por retirarse de la zona, tras esto los peruanos deciden modernizar sus cazas y comprar nuevos misiles, con la incorporación de 12 Mirage 2000P a Francia, igualmente los ecuatorianos responde con la modernización de sus Mirage F-1JA junto con la incorporación de un escuadrón de IAI Kfir C.2 a Israel.
Tras la modernización de los Mirage F-1JA a finales de 1987, se adquiere a Francia varios lotes de misiles Magic Mk.2, también la FAE tenía la intención de adquirir también el misil de medio alcance Matra Super 530F, sin embargo, las presiones políticas de USA hacia una posible carrera armamentista en Ecuador y Perú, terminan por negar la compra de estos misiles, para el año de 1995, inicia la Guerra del Cenepa, los Mirage F-1JA inician operaciones de patrulla en la frontera con el Perú, durante varios días los F1 cazaban a los aviones peruanos que intensan atacar la posiciones de Ecuador en la cordillera del Cóndor, sin embargo, la verdadera acción de los Magic Mk.2, fue el 10 de febrero de 1995 cuando nuevamente dos aviones de ataque Su-22 peruanos de la FAP, atacan las posiciones ecuatorianas en el Cenepa, los F1 se lanza a interceptar a la pareja y de inmediato logran derribar las dos aeronaves enemigas con el lanzamiento de 2 misiles Magic Mk.2 contra las dos aeronaves cayendo derribadas, sin embargo, los peruanos han refutado tales derridos, fundamentando que uno fue derribado por fuego antiaéreo y otro por un incendio en el motor, pero, pese a que ellos aducen que poseen las últimas comunicaciones radiales del radio guía, información del radar, testigos presenciales y oculares, tanto de tierra como en el aire, conversaciones radiales de los pilotos (grabaciones guardadas por la F.A.P.) y fotografías tomadas del avión Sukhoi Su-22 encontrado en la tarde del 21 de febrero de 1995, dicha información no ha sido expuesta a la opinión pública para su evaluación, al contrario de toda la información proporcionada por el lado ecuatoriano, la que además ha sido aceptada y validada a nivel mundial por expertos y publicaciones especializadas, los cuales confirman los derribos y se los adjudican a los aviones Mirage F1-JA ecuatorianos con sus respectivos misiles.

#### Irak
El misil Magic I y II fue usado por los cazas Mirage F-1EQ y el MiG-21MF/BIS iraquíes, logrando grandes victorias aéreas sobre la fuerza aérea iraní durante la guerra Irán-Irak, la mayoría de estas victorias fueron contra aviones F-4D/E Phantom II y F-5E Freedom Fighter iraníes, este fue uno de los conflictos en donde el misil fue más usado y extensivamente mejorado.
Los Mirage F-1 iraquiés utilizaron los misiles Magic 2, durante la guerra del Golfo, en 1991, en la noche del primer día de la guerra (17.01.1991), un F-1EQ  intercepta a un General Dynamics/Grumman EF-111 Raven de la USAF, luego de que el F1 lograra colocarse detrás del Raven, logra disparar un misil contra el EF-111, pero el piloto logra evadir el misil, luego de unos segundos el F1 se estrella contra tierra, luego de que el piloto iraquí perdiera momentáneamente el control del avión. Más tarde en la noche de ese mismo día, otro enfrentamiento entre Mirage F-1EQ y EF-111 esta vez, el enfrentamiento se saldaría con la victoria del Mirage que era piloteado por el Capitán Nafei Al-Jubouri derribadolo cuando este logra colocarse a las 6 del Ravne disparando, nuevamente el F1 iraquí disparó un misil de corto alcance Matra Mágic II al igual que el otro enfrentamiento, el Raven terminó por estrellarse contra el suelo, intentando evadir el misil.
El misil Magic aún es llevada por el Dassault Rafale, Dassault Mirage 2000, F-16, Sea Harrier (FRS51), Super Étendard, Mirage F1, Mirage-III y Mirage-5. Está siendo reemplazado por el MBDA MICA.
Unos 480 misiles fueron vendidos a Taiwán y usados por la Fuerza Aérea de la República de China.

## Operadores

### Operadores Actuales
- Argentina: Magic 1 en los Dassault-Breguet Super Étendard y Étendard Aunque los SUE no vuelan desde el año 2005 y los Modernise adquiridos en el año 2019 tampoco lo hacen ambos pertenecen a la Armada Argentina.
- Egipto: Magic 2 en los Dassault Rafale
- Francia: Magic 2 en los Dassault Rafale
- Grecia: Magic 2 en los Mirage-2000
- India: Magic 2 en los Mirage-2000
- Jordán: Magic 2 en los Mirage F1
- Libia: Magic 2 en los Mirage F1
- Marruecos: Magic 2 en los Mirage F1
- Omán: Magic 2 en los Mirage-2000
- Pakistán: Magic 2 en los Mirage-III/5
- Rumania: Magic 2 en MiG-21 Lancer
- Perú: Magic 2 en los Mirage-2000P
- Taiwán: Magic 2 en los Mirage-2000
- Emiratos Árabes Unidos: Magic 2 en los Mirage-2000EA

### Operadores Anteriores
- Argentina: Magic 1 en Mirage-IIIEA

- Australia: Magic 1 en Mirage III

- Brasil: Magic 2 en Mirage-2000B/C
- Ecuador: Magic 2 en Mirage F-1
- Irak: Magic 1 y 2 en Mirage F1
- Kuwait: Magic 1 y 2 en Mirage F1
- Sudáfrica: Magic 1 en Mirage-IIICZ y F1AZ/CZ, a los que pertenece la serie V3.
- Venezuela: en Mirage-50EV

### Misiles similares
- AIM-9 Sidewinder
- Mólniya R-60
- Vympel R-3
- RAFAEL Python